# Meadow Quartet
Pour les articles homonymes, voir Meadow.
 (juillet 2019).
 (février 2021).
Meadow Quartet est un groupe polonais, fondé en 2009 à Gdańsk, par le clarinettiste et compositeur Marcin Malinowski, fondateur en 2004 du Rzeszów Klezmer Band.
Meadow Quartet est à la rencontre d’influences diverses, voire opposées : musique de chambre contemporaine, jazz, musique improvisée, musique de film, mais avec un liant fondamental - la musique juive traditionnelle. La rencontre de toutes ces influences rend difficile une catégorisation musicale.
Le groupe part à la rencontre de son public à l’occasion de festivals polonais comme « Nouvelle Tradition » ou le festival Tzadik à Poznań, ou à l’étranger comme au festival international de musiques juives à Amsterdam.
Si depuis leur création, Meadow Quartet donnait une dizaine de concerts par an, parfois dans des lieux confidentiels comme le Mazel Tov Café à Gdańsk, depuis 2015 les apparitions du groupe sont beaucoup plus rares.

## Composition du groupe
- Marcin Malinowski – clarinette, clarinette basse
- Michał Piwowarczyk – alto
- Piotr Skowroński – accordéon
- Jarosław Stokowski – contrebasse

## Discographie
- Meadow Quartet (2010) - disque demo - quatre titres[2] À partir de mélodies juives traditionnelles
- Unexpected ( Février 2012) - huit titres[3] Dans ce disque il est facile d’y reconnaître des airs juifs traditionnels dont une chanson en hommage à Kafka et « Goldene Medina » en référence au pays doré, les États-Unis.
- The Erstwhile Heroes (Juillet 2013) - neuf titres[4] avec la participation du percussionniste lituanien Tomas Dobrovolski.
- David & Goliath (2015) -  six titres[5]  Ce disque est issu d'une coopération avec le batteur allemand Klaus Kugel. Il s'agit d'un enregistrement du concert du 10 avril 2015 à l'ancien hôtel de ville de Gdańsk. L’évolution vers le free jazz est notable.